# 三河鉄道デ100形電車
三河鉄道デ100形電車（みかわてつどうデ100がたでんしゃ）は、三河鉄道が新製した通勤形電車。
後年三河鉄道が名古屋鉄道（名鉄）へ吸収合併されたことに伴い、モ1080形と改称された。

## 沿革
1926年（大正15年）2月5日、三河鉄道が猿投 - 大浜港間を電化した際に導入した車両がデ100形である。全長約15mの木造電車であり、オールクロスシートの2扉車であった。当時はクロスシートをアピールするために、夫婦式電車として宣伝されたという。6両（101 - 106）が田中車両で製造され、1927年に2両（107・108）が東洋車輌で製造された。田中車両製と東洋車輌製とでは寸法や細部が異なる。また、1926年8月には荷物室を持つ制御車のクハ50形4両（51 - 54）が東洋車輌で製造されている（このうち53・54は後に荷物室を撤去してクハ60形に改められた）。
1941年、三河鉄道が名古屋鉄道に合併されると、デ100形はモ1080形（1081 - 1088）、クハ50形はクニ2150形、クハ60形はク2160形（初代）に改称する。その際、モ1080形はロングシートの3扉車に改造された。主に三河線、蒲郡線、挙母線で運用された。1950年から1951年頃、クニ2150形をク2150形（初代）に改称し（荷物室の仕切りは撤去されず）、ク2160形（2161・2162）をク2150形（2153・2154）とした。
1958年、モ1080形（1087・1088）とク2150形が車体更新（3700系）の対象となり、残るモ1080形（1081 - 1086）は1964年に廃車になった。